# Bitwa o Olszynkę Grochowską

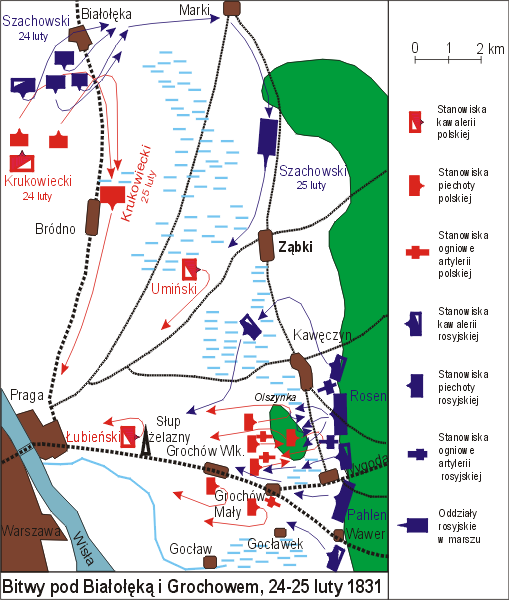
Plan bitwy pod Grochowem i pod Białołęką 25 lutego 1831 roku

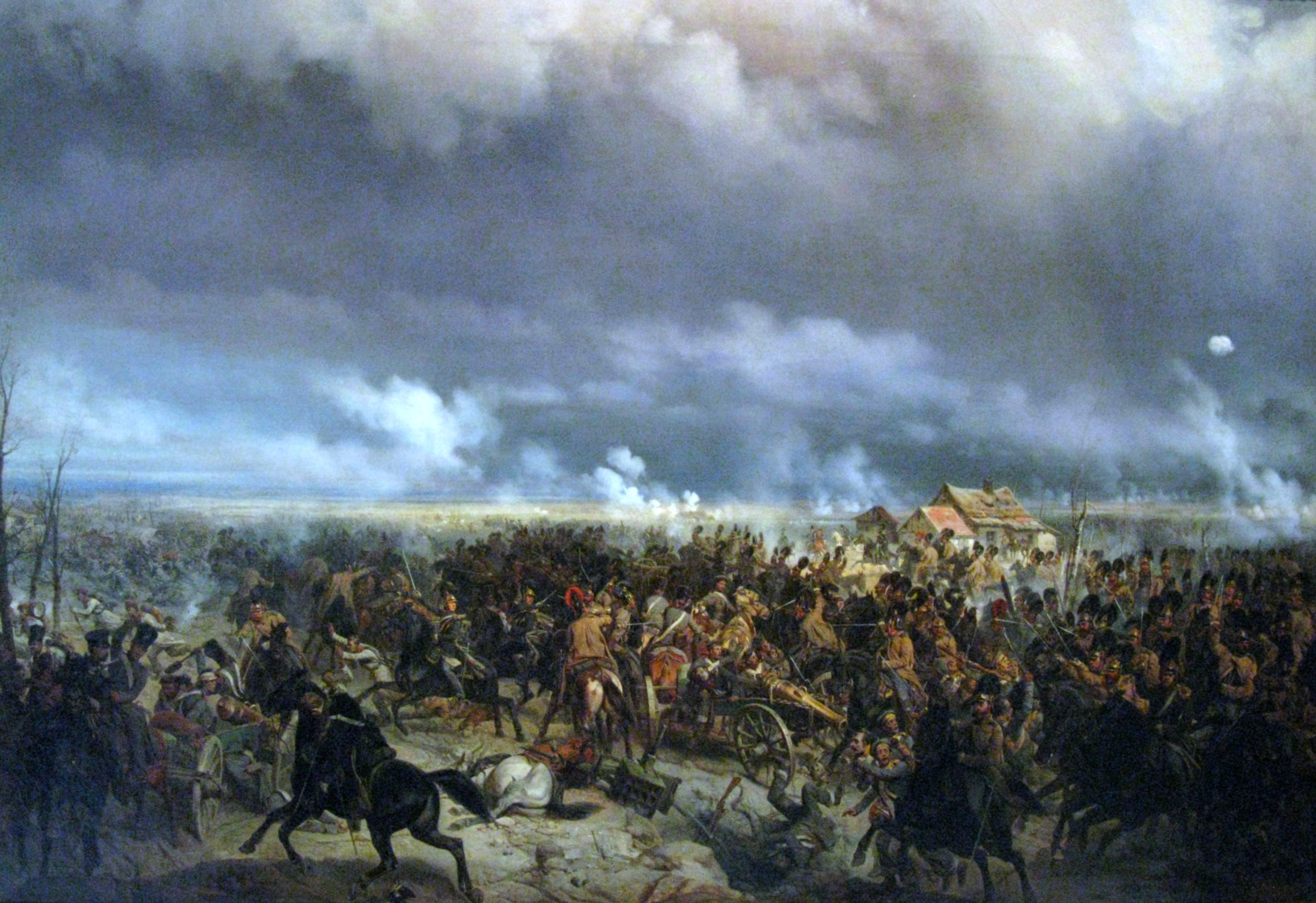
Bitwa pod Grochowem w 1831 roku, obraz Bogdana Willewaldego z ok. 1850 roku, nad walczącymi widać eksplodujące polskie race kongrewskie, które powstrzymały wówczas rosyjską jazdę

Bitwa o Olszynkę Grochowską, znana też jako bitwa pod Grochowem – jedna z największych i najkrwawszych bitew powstania listopadowego. Miała miejsce 25 lutego 1831 roku (według kalendarza juliańskiego 13 lutego), czyli w tym samym czasie, co bitwa pod Białołęką.
Maszerującemu traktem brzeskim na Warszawę 60-tysięcznemu głównemu ugrupowaniu armii feldmarszałka Iwana Dybicza drogę zastąpiła w rejonie Grochowa (wówczas dalekiego przedmieścia Warszawy) 40-tysięczna armia polska. Główną pozycją polską był lasek Olszynka, otoczony mokradłami, które blokowały podejścia do Pragi.

## Przed bitwą
Wojska polskie w liczbie ok. 40 tys. dowodzone były oficjalnie przez wybranego 20 stycznia wodzem naczelnym księcia Michała Radziwiłła, a faktycznie przez mianowanego dyktatorem generała Józefa Chłopickiego. Chłopicki dyktatury się zrzekł, ale nagle, 22 lutego, przyjął nominację na „dowódcę pierwszej linii”. Wojska rosyjskie w liczbie ok. 60 tys. (228 dział) dowodzone były przez feldmarszałka Iwana Dybicza.
Po bitwach pod Stoczkiem, Dobrem i Wawrem wojska polskie skoncentrowały się na przedpolach Pragi. Pierwsze rosyjskie próby zdobycia Olszynki Grochowskiej, stosunkowo łatwo udaremnione przez Polaków, miały miejsce już 20 lutego. W rezultacie Dybicz, który w tym wstępnym boju o mało nie dostał się do niewoli, postanowił wstrzymać ofensywę do czasu nadejścia korpusu generała Iwana Szachowskiego, oddalonego o 4 dni marszu.

## Przebieg bitwy

### Faza wstępna

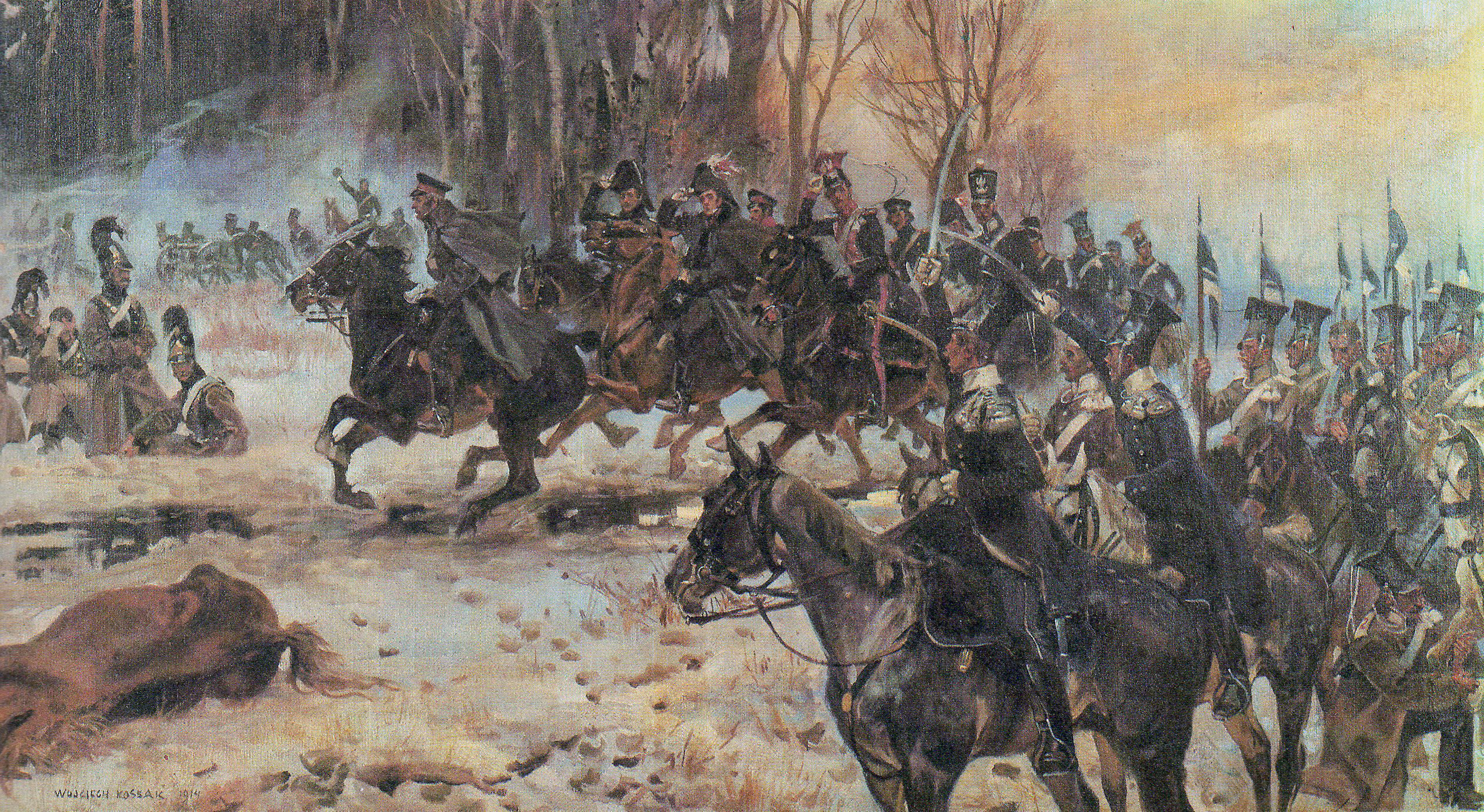
Chłopicki ze sztabem. Mal. Wojciech Kossak

Korpus Szachowskiego po przekroczeniu Narwi w okolicach Zegrza parł na zachód szosą kowieńską i 24 lutego natrafił pod Białołęką na 7 batalionów, 4 szwadrony i 16 dział gen. Krukowieckiego. Posiadający dwukrotną przewagę Rosjanie zdołali przejściowo zająć Białołękę, ale zaraz wycofali się w stronę sił głównych Dybicza.
W dniu 25 lutego ugrupowanie armii polskiej było następujące: centrum obsadzały dywizje gen. Żymirskiego i gen. Skrzyneckiego (2 i 3 Dywizja Piechoty), na prawym skrzydle stała 4 Dywizja gen. Szembeka, lewe skrzydło stanowiła 1 Dywizja gen. Krukowieckiego. Jazda gen. Umińskiego zabezpieczała ugrupowanie od strony Ząbek, a Korpus Kawalerii gen. Tomasza Łubieńskiego ubezpieczał tyły. Około godziny 9, na odgłos kanonady od strony Białołęki, bojąc się utraty ugrupowania Szachowskiego, Dybicz porzucił plan obejścia polskich pozycji na rzecz frontalnego ataku na Olszynkę.
Po trzech kwadransach przygotowania artyleryjskiego, około godz. 10, pięć batalionów piechoty z 24. dywizji natarło na Olszynkę, lecz zostały odrzucone przez dywizje generałów Żymirskiego i Skrzyneckiego; Dybicz wysłał dodatkowe 6 batalionów jegrów z 25. dywizji, jednak znów bez efektu. Dwukrotnie dywizja Żymirskiego odparła natarcia nieprzyjaciela, lecz następnie pod naciskiem osiemnastu batalionów rosyjskich i wobec śmiertelnej rany gen. Żymirskiego, Polacy cofnęli się. Nieco wcześniej przybył do Olszynki ubrany po cywilnemu, ale owacyjnie witany przez żołnierzy Chłopicki i objął dowodzenie. Generałowie Żymirski i Skrzynecki nie oponowali.

### Zajęcie Olszynki i kontrataki Polaków
Około godziny 11 Rosjanie uderzyli po raz kolejny – 19 batalionów (12 tysięcy) ruszyło do ataku na dywizję Żymirskiego (8,2 tysiąca). Trwała zacięta walka, lecz liczebność Rosjan dała im znaczną przewagę, a Polakom zagroziło oskrzydlenie. Wtedy gen. Chłopicki zorganizował przeciwnatarcie 9 batalionów piechoty, prowadząc je osobiście. Polacy wdarli się po raz kolejny do Olszynki i wyparli Rosjan. Okazało się, że 23 tys. Rosjan nie jest w stanie poradzić sobie z dwukrotnie mniejszym ugrupowaniem polskim i rosyjskie bataliony zaczęły się cofać. Jednak feldmarszałek Dybicz uporządkował oddziały i osobiście poprowadził je do natarcia, wspartego ogniem prawie dwóch setek dział. Po obydwóch stronach zalegały tysiące zabitych i rannych żołnierzy.
Chłopicki przygotował kolejne przeciwnatarcie, tym razem kawalerii, do którego miały być użyte korpus Łubieńskiego oraz grupa Krukowieckiego. Ci jednak orzekli, że nie honorują rozkazów Chłopickiego, lecz czekają na potwierdzenie ich przez Radziwiłła. Wściekły Chłopicki ruszył do niego, aby takie potwierdzenie uzyskać, zostawiając dowodzenie gen. Skrzyneckiemu. Przez ten czas Rosjanie zagrozili już oskrzydleniem całego ugrupowania polskiego. Powracający na pierwszą linię Chłopicki został ranny od wybuchu granatu. Znoszony do powozu rozkazał Skrzyneckiemu zaatakować całością sił Olszynkę, widząc w tym posunięciu jedyny sposób uniknięcia klęski. Skrzynecki jednak – będąc świadomym znacznej przewagi liczebnej Rosjan – nie zgodził się na pewną rzeź.

### Rosyjskie szarże
W wojsku polskim trwało całkowite rozprężenie, które próbowali wykorzystać Rosjanie. Gen. Skrzynecki wydał rozkaz odwrotu do Warszawy, dywizje uszykowane w szachownice batalionowych czworoboków wzmocnione bateriami artylerii wycofały się.
Dybicz postanowił wykorzystać sytuację i rzucił do szarży 10 tysięcy konnicy z idącym na czele pułkiem kirasjerów księcia Alberta. Wszystko wskazywało na to, że nastąpi zupełny pogrom polskich oddziałów. Tymczasem armia polska stawiła niespodziewanie twardy opór, a jednocześnie od strony Białołęki pokazał się korpus Krukowieckiego z działami Giełguda. Decydującymi okazały się jednak salwy „rac kongrewskich” baterii rakietników kapitana Skalskiego i szarża 2 Pułku Ułanów z dwoma szwadronami 5 Pułku. Formacja rosyjskiej kawalerii została rozbita i w popłochu wycofała się za Olszynkę.

## Po bitwie

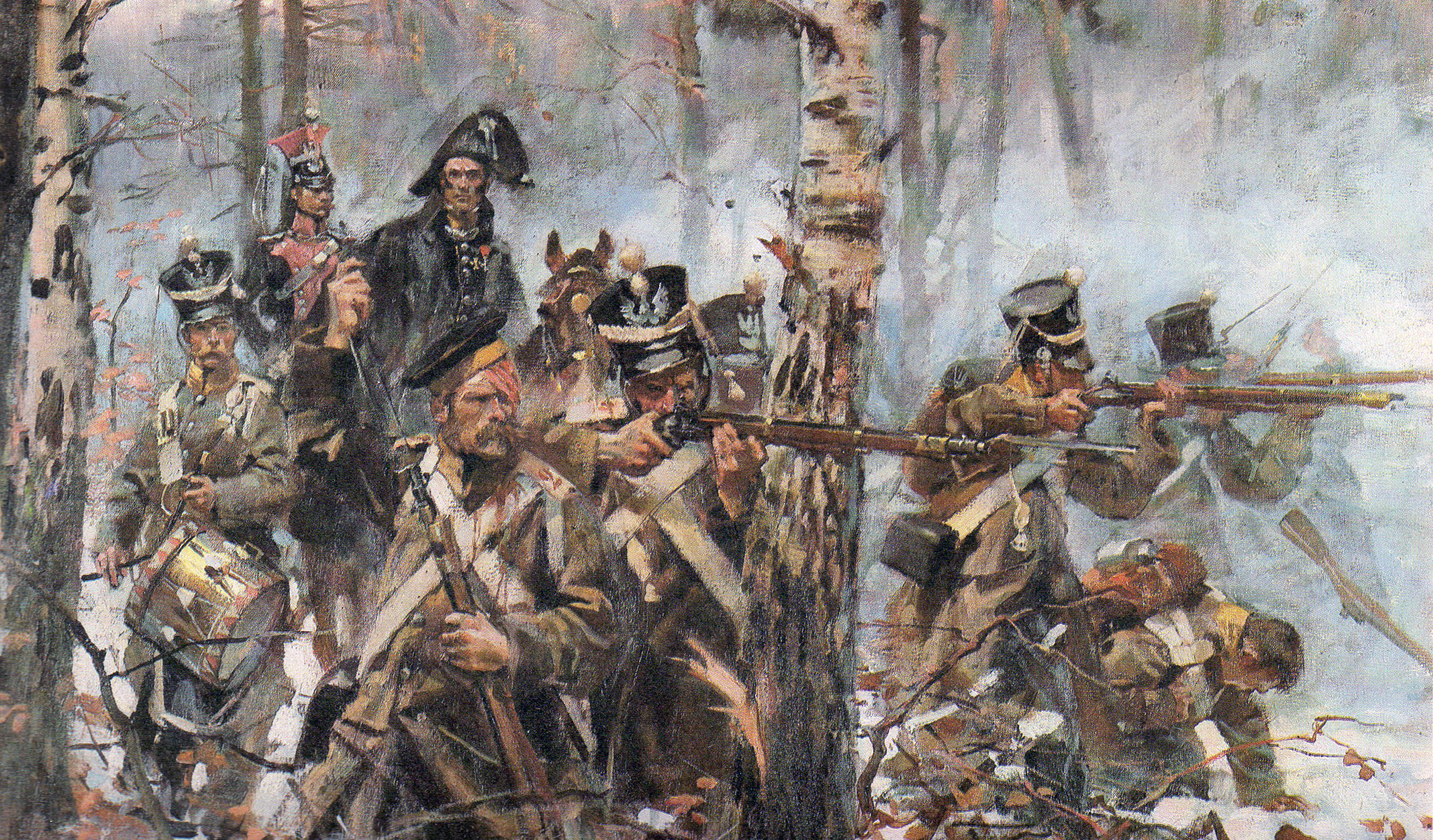
Olszynka grochowska (fragment)

Dybicz zaskoczony niezwykłą uporczywością obrony, stratami wśród swoich wojsk oraz biorąc pod uwagę zapadający zmierzch, odrzucił sugestie gen. Tolla, by zaatakować umocnienia Pragi. Był to duży błąd, bo przy udanym ataku, jedyny most na Wiśle mógł nie wystarczyć do odwrotu. Dybicz jednak wolał nie ryzykować strat w dalszym boju i zarządził odwrót spod Warszawy.
Bitwę uznaje się za nierozstrzygniętą, ponieważ zmusiła obie strony do odwrotu, jednakże uniemożliwiła wojskom rosyjskim szturm Warszawy. Na przebieg bitwy negatywny wpływ miał nieuregulowany status Chłopickiego. Przybył on na pole bitwy jako cywil. W trakcie początkowego okresu przejął dowodzenie nad całością sił polskich, ale nie wszyscy podkomendni uznali jego zwierzchnictwo – wykonania rozkazów w kluczowych momentach bitwy odmówili zarówno Krukowiecki, jak i Łubieński. Na zachowanie tego ostatniego, który zmarnował szansę rozbicia rosyjskiej kawalerii, wpływ miał też jego brak doświadczenia. Oficer artylerii konnej Stanisław Jabłonowski tak pisał na jego temat:

generał Łubieński, dymisyonowany od lat 16, wojskowością się nie trudniąc (organizacya w. księcia zastała go pułkownikiem pułku 8-go ułanów francuskich), pierwszy raz w życiu dowodził taką masą kawaleryi. Odpowiedzialność przeraziła go i dlatego należy mu wybaczyć.

W bitwie poległo ok. 6800 żołnierzy polskich i 9400 rosyjskich.

## Pamięć o bitwie
Po Bitwie pod Olszynką Grochowską w wielu polskich rodzinach uczestników wydarzenia tradycją stało się noszenie na pamiątkę krzyżyków z drzewa olchowego ze złotą tabliczką, na której wygrawerowana była data: Olszynka – 25 lutego 1831.
Bitwa ta była inspiracją dla Stanisława Wyspiańskiego do napisania w 1898 roku dramatu Warszawianka. Akcja tej sztuki teatralnej rozgrywa się we wnętrzach istniejącego do dziś Dworku Grochowskiego na Gocławku, który według legendy w czasie bitwy miał być kwaterą gen. Józefa Chłopickiego.

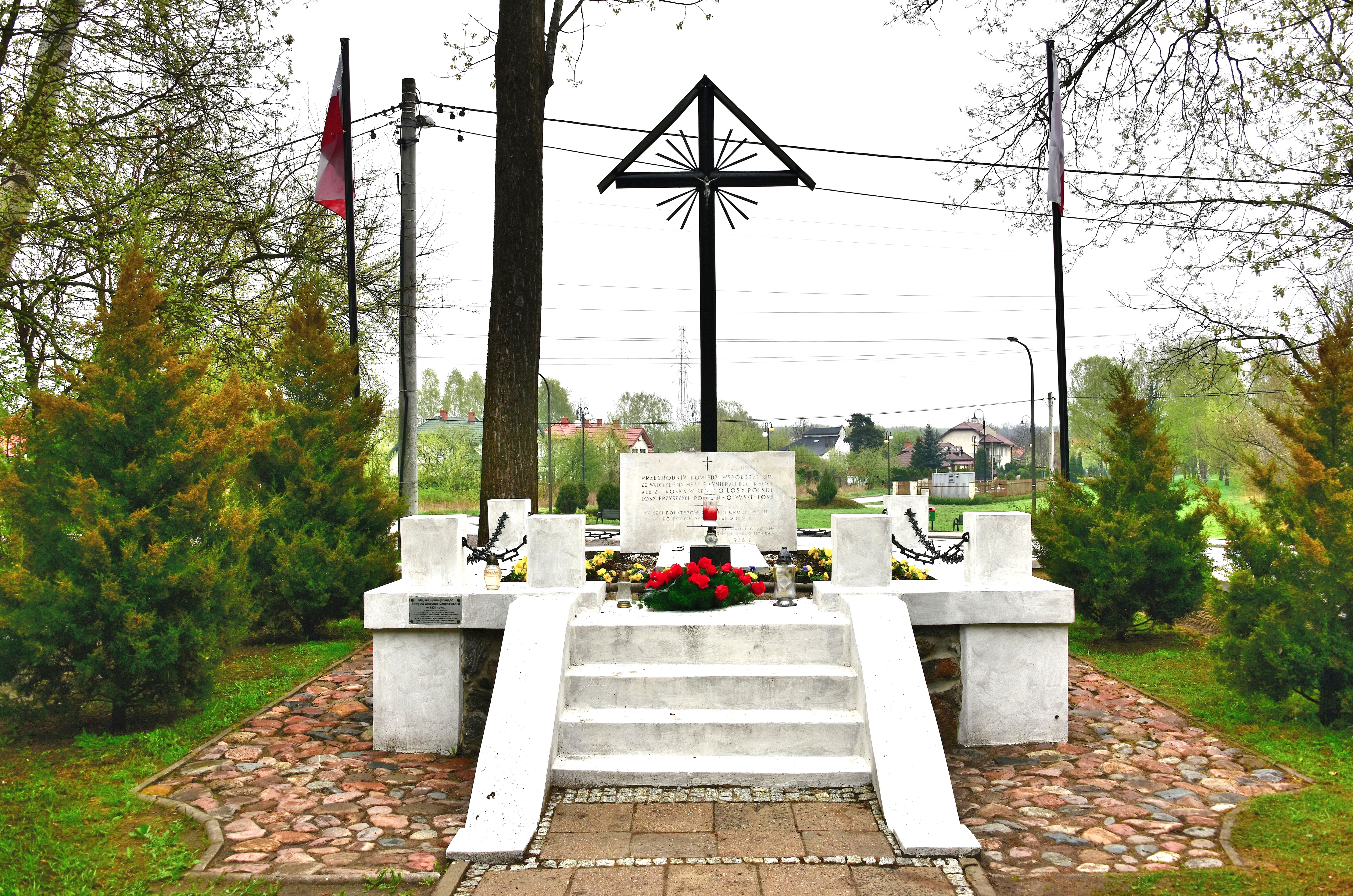
Pomnik upamiętniający poległych w bitwie

W 1916 roku w miejscu bitwy w obecności ok. 100 tys. osób ustawiono drewniany krzyż – pomnik Poległych w Bitwie pod Grochowem. W 1931 r. krzyż zmieniono na metalowy i wmurowano akt erekcyjny pod mauzoleum, na którym podpisy złożyli prezydent Ignacy Mościcki i Józef Piłsudski. Projekt ten nie został zrealizowany. Patronat nad pomnikiem objęły Centralny Ośrodek Badań i Rozwoju Techniki Kolejnictwa (obecnie Instytut Kolejnictwa) oraz XIX Liceum Ogólnokształcące im. Powstańców Warszawy.
Od 1958 roku Hufiec ZHP Warszawa Praga Południe im. 1 Dywizji Piechoty Tadeusza Kościuszki, organizuje co roku Rajd Olszynka Grochowska upamiętniający żołnierzy walczących w bitwie.
Walki żołnierza polskiego pod Olszynką Grochowską zostały, po 1990 roku, upamiętnione na Grobie Nieznanego Żołnierza w Warszawie napisem na jednej z tablic, „GROCHÓW 22 II 1831”.
Jesienią 2007 roku wandale uszkodzili częściowo centralny menhir alei Chwały i pomnik bitwy, zrywając z nich mosiężne elementy, w tym godło państwowe i pamiątkową tabliczkę o opiece nad pomnikiem. Uszkodzenia Alei Chwały zostały naprawione staraniem ks. Wacława Karłowicza i Stowarzyszenia Krąg Pamięci Narodowej, tabliczkę pamiątkową przywróciło nieformalne Stowarzyszenie Absolwentów 1968 XIX LO im. Powstańców Warszawy.
Na Kamionkowskich Błoniach Elekcyjnych w Warszawie organizowana jest co roku pod koniec lutego, rekonstrukcja bitwy z udziałem grup pasjonatów z Polski i Europy (głównie z Białorusi, Rosji i Litwy), która jednak nie odbyła się w roku 2008 ani później. W 2011 roku dzięki staraniom lokalnych stowarzyszeń na terenie przyległym do pomnika odbyła się inscenizacja olszynka1831.dobroni.pl. W 2018 rekonstrukcja znów odbyła się na Kamionkowskich Błoniach Elekcyjnych.
Imię „Bohaterów Olszynki Grochowskiej” nosi warszawska Szkoła Podstawowa nr 397.